# Anna Führing

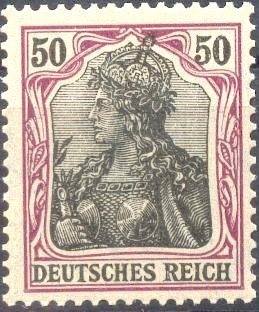
Sello postal con la imagen de Anna Führing como Germania.

Anna Führing (6 de marzo de 1866 - 2 de noviembre de 1929) fue una actriz alemana. Fue conocida por ser la modelo utilizada en la personificación de Germania en los sellos postales de su país.

## Biografía
Nacida en Hamburgo, Alemania, su padre era Carl Führing, propietario de un teatro y restaurante. Recibió educación teatral en Berlín. Representó con frecuencia sobre las tablas la figura de Germania, siendo un ejemplo de ello su presencia en un festival en Düsseldorf en 1891 al cual acudió el emperador Guillermo II de Alemania.  En 1892, cuando el Theater am Schiffbauerdamm de Berlín se inauguró, Führing encarnó a Ifigenia. Con la llegada del cine mudo, Führing también hizo algunos papeles en el nuevo medio.
Führing fue modelo del artista y grabador Paul Eduard Waldraff, que diseñó la serie de sellos postales dedicados a Germania, y que fueron lanzados en el año 1900 permaneciendo 22 años en circulación. Fue representada llevando una corona imperial octogonal, y sosteniendo una espada y una rama de olivo. El diseño de art nouveau fue elegido personalmente por el emperador Guillermo II de Alemania.
En 1899 se casó con Ferdinand von Strantz, director del Hofoper Berlin y 45 años mayor que ella. De ahí en adelante tuvo el título de Baronesa Anna von Strantz-Führing. La pareja tuvo una hija. Anna Führing falleció en Berlín el 2 de noviembre de 1929.

## Filmografía
- 1915 : Hausdame aus bester Familie gesucht
- 1915 : Ein Held des Unterseebootes
- 1916 : Nacht und Morgen
- 1924 : Das schöne Abenteuer
- 1927 : Eine kleine Freundin braucht ein jeder Mann
- 1927 : Ossi hat die Hosen an